# Austrian-Airlines-Flug 111
Austrian-Airlines-Flug 111 war ein Linienflug der Austrian Airlines von Wien nach München, auf dem am 5. Jänner (5. Januar) 2004 eine Fokker 70 nach einem Schubverlust beider Triebwerke wenige Kilometer vor der Landebahn in München auf einem Acker notlanden musste.

## Flugverlauf
Nach dem Start in Wien um 07:27 Uhr flog die mit 28 Passagieren und vier Besatzungsmitgliedern besetzte Fokker 70 über Salzburg Richtung München. Um 07:54 Uhr wurde der Flug von der Münchner Flugverkehrskontrolle übernommen und die Piloten angewiesen, auf Flugfläche 100 zu sinken und die Geschwindigkeit auf 220 Knoten zu reduzieren. Schon im Sinkflug auf Flugfläche 100, die um 07:59 Uhr erreicht wurde, sprach das Eiswarnsystem an und es bildeten sich an den Rändern der Frontscheiben Eiskristalle. Daraufhin wurde das Enteisungssystem aktiviert. An den Tragflächen konnte durch die Piloten jedoch kein Eisansatz festgestellt werden.
Sechs Minuten nach Erreichen der Flugfläche kam es am rechten Triebwerk zu einem vorübergehenden Ansteigen der Vibrationen. Im Sinkflug auf Flugfläche 90 kam es dann wieder zu vermehrten Vibrationen am rechten Triebwerk, die die Piloten dazu veranlassten, die Luftbremse auszufahren, um bei höherer Triebwerksleistung die Geschwindigkeit beizubehalten. Die Erhöhung der Leistung (und damit der Drehzahl) dient dazu, das Ablösen von Vereisungen im Triebwerk zu beschleunigen. Nachdem weitere Fehlerindikationen am rechten Triebwerk ausblieben, wurde es nicht abgestellt.

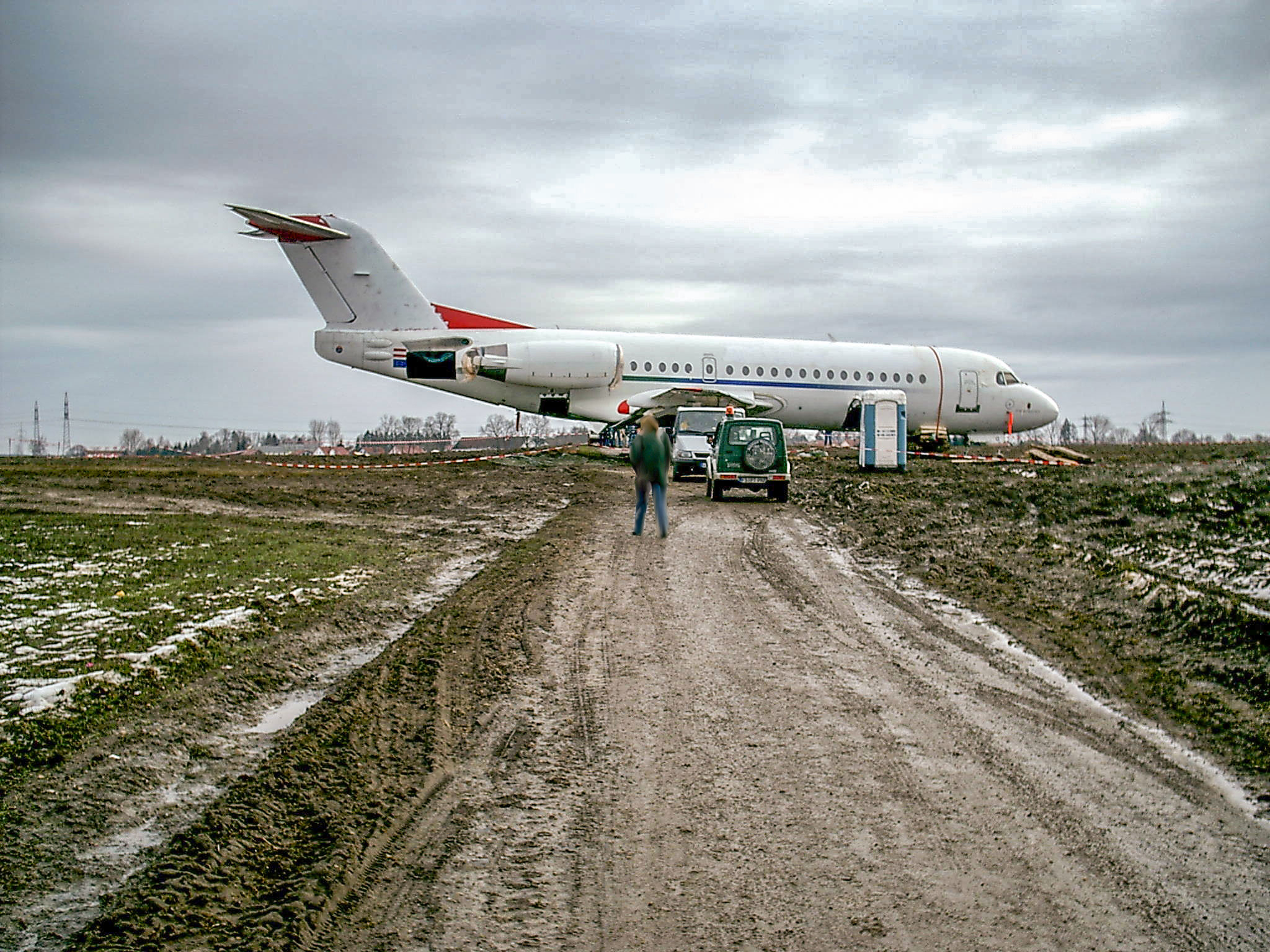
Das Flugzeug einige Tage nach der Notlandung. Kennzeichen, Schriftzüge und Logos sind überdeckt und die Maschine auf einen Feldweg gezogen worden

Nach lauten Geräuschen und Vibrationen aus dem hinteren Teil der Kabine und gleichzeitigen Vibrationen des rechten Triebwerks erklärte einer der Piloten um 08:08:14 eine Luftnotlage aufgrund schwerer Triebwerksprobleme. Die Besatzung bekam sofort die Erlaubnis, auf 5000 ft zu sinken. Gleichzeitig sank das Triebwerksdruckverhältnis (ein Maß für die Leistungsabgabe eines Triebwerks; engl. Engine Pressure Ratio; EPR) am linken Triebwerk von 1,5 auf Werte um 1,0 ab. Während des Sinkfluges reduzierte sich innerhalb von vier Minuten auch das Triebwerksdruckverhältnis am rechten Triebwerk.
Nach der Freigabe für das Sinken auf 3500 ft setzte die Besatzung wieder die Luftbremse, um die Geschwindigkeit auf etwa 170 kn zu reduzieren. Zu diesem Zeitpunkt befand sich das Flugzeug 8 NM vor der Landebahn und war auf Landekurs. Das Fahrwerk und die Landeklappen wurden ausgefahren. Beim Versuch, die Leistung der Triebwerke zu erhöhen (um den erhöhten Luftwiderstand auszugleichen), bemerkte die Besatzung, dass dies nicht den erwünschten Effekt hatte und sich das Triebwerksdruckverhältnis und damit die Leistung beider Triebwerke nicht erhöhte. Um die auf 115 Knoten gesunkene Geschwindigkeit wieder zu erhöhen, wurde das Fahrwerk eingefahren und die Landeklappen teilweise wieder eingefahren. Nachdem sich die Geschwindigkeit auf 135 Knoten erhöht hatte, wurden die Landeklappen wieder ausgefahren.
Um 08:16:10 Uhr informierte der Lotse die Besatzung, dass sich die Maschine 500 ft unterhalb des Gleitweges befände. Eine Radarmessung zeigte nur noch eine Höhe von 500 ft über Grund und das GPWS gab Warnungen aus. Daraufhin gab die Besatzung dem Lotsen die Information, dass die Landebahn nicht mehr erreicht werden könne. In 400 ft Höhe erreichte das Flugzeug die Wolkenunterkante und 13 Sekunden vor dem Aufprall wurde der Fahrwerkshebel betätigt. Fünf Sekunden vor der Landung informierte einer der Piloten die Kabinenbesatzung mit dem mehrmaligen Ausruf Brace for impact.
Die Maschine setzte um 08:16:35 Uhr etwa 4,5 Kilometer vor der Landebahn auf einem schneebedeckten Acker zwischen Reisen und Schwaig auf (48° 20′ 55,6″ N, 11° 51′ 45,1″ O) und rutschte 220 Meter, bevor sie zum Stillstand kam. Dabei wurde das voll ausgefahrene und verriegelte Bugfahrwerk abgerissen und das Flugzeug vor allem am Übergang zwischen Rumpf und Flügeln stark beschädigt. Das Hauptfahrwerk, das zum Zeitpunkt des Aufpralls noch nicht ganz ausgefahren war, befand sich danach wieder im Fahrwerksschacht. Der Rumpf an sich blieb intakt. Bei der Landung wurden drei Passagiere leicht verletzt. Alle Passagiere konnten die Maschine ohne Hilfe über die vordere Tür verlassen.

## Rettungseinsatz
Der Alarm wurde um 08:09:31 Uhr durch die Flugsicherung ausgelöst. Die Rettungskräfte (Flughafenfeuerwehr München und weitere Kräfte) nahmen danach ihre Aufstellungen an der Landebahn ein. Nach der Ankündigung der Notlandung außerhalb des Flughafengeländes durch die Flugzeugbesatzung wurde vom Turm ein neuer Alarm Unfall außerhalb des Flughafengeländes gegeben. Die den Funkverkehr mithörende Einsatzleitung hatte zu diesem Zeitpunkt aber schon den Befehl gegeben, das Flughafengelände nach Osten zu verlassen. Aufgrund einer Fehlmeldung konnte der Ort der Notlandung nicht sofort lokalisiert werden. Mit Hilfe der Besatzung konnte der Kontrollturm die Rettungskräfte dann an die Unfallstelle heranführen, an der die ersten Retter um 08:34 eintrafen.

## Unfallursache
Zwischen Fan und Leitschaufeln sind bei dem vorhandenen Triebwerk (Rolls-Royce Tay 620-15) sogenannte Eisschutzpaneele aus mit Glasfaser ummanteltem Schaumstoff an der Innenwand des Gehäuses aufgeklebt. Sie sollen das Triebwerksgehäuse vor vom Fan wegbrechendem Eis schützen (Schemazeichnung auf Seite 38 im Untersuchungsbericht).
Auf Grund von Ungenauigkeiten und Widersprüchlichkeiten in den Reparaturanweisungen des Klebstoffherstellers und des Triebwerksherstellers (in Bezug auf Härtetemperatur und Dauer, Fixierung während der Aushärtung, Reinigung und Oberflächenbehandlung vor dem Kleben) kam es zu einer fehlerhaften Befestigung der Paneele. Über einen längeren Zeitraum lösten sich die Paneele durch eingedrungene Feuchtigkeit und durch die mangelnde Flexibilität des Klebstoffs immer weiter ab.
Da am Flughafen München zum Zeitpunkt des Anfluges nur die südliche Start- und Landebahn zur Verfügung stand (die Nordbahn war wegen Schneeräumarbeiten gesperrt), verblieb das Flugzeug längere Zeit in der Zone bis Flugfläche 140 mit der von der Wettervorhersage prognostizierten mäßigen Vereisung. Auf Grund dessen und der geringen Drehzahl der Triebwerke zu diesem Zeitpunkt bildete sich in beiden Triebwerken am Fan eine Eisschicht.
Die durch das Eis hervorgerufene Unwucht und damit verbundene Vibrationen, das sich ablösende Eis und die fehlerhaften Klebeverbindungen an den Eisschutzpaneelen führten zu einem Ablösen derselbigen. Die Paneele verkeilten sich vor den Leitschaufeln und blockierten den Mantelstrom. In weiterer Folge stand nur noch geringer Schub zur Verfügung (Bilder S. 39 f im Untersuchungsbericht). Dies konnte die Besatzung jedoch erst bei der Leistungsforderung nach dem Ausfahren der Landeklappen und des Fahrwerks bemerken, da sich das Flugzeug zuvor im Sinkflug befand und im Flight Warning-Computer kein Vergleich der Verhältnisse von Drehzahl und Triebwerksdruckverhältnis vorgesehen war. Durch den Schubverlust war es nicht mehr möglich, die Landebahn zu erreichen und die Besatzung musste auf dem Acker notlanden.
In der ursprünglichen Version des Triebwerks bestanden die Paneele aus 36 Segmenten. Auch bei diesen Paneelen kam es zu einigen Zwischenfällen. Diese Vorfälle waren jedoch immer auf Beschädigung durch Fremdkörper (FOD) zurückzuführen und die Triebwerke mussten in den meisten Fällen ohnehin wegen starker Vibrationen abgestellt werden. Bei keinem dieser Vorfälle kam es zu einem vergleichbaren Schubverlust, da die Paneele klein genug waren, um sich bei einem Ablösen nicht zu verkeilen.
Laut einem Service Bulletin des Triebwerksherstellers gab es die Möglichkeit, die Paneele durch neue auszutauschen. Diese bestanden nur noch aus sechs Segmenten. Diese Modifikation wurde bei den Triebwerken der betroffenen Maschine in den Jahren 1999 bzw. 2001 durchgeführt. Im Jänner (Januar) 2005 wurde ein Vorfall mit einem solchen Triebwerk an einer Fokker 100 in Italien aus dem Jahr 2003 bekannt. Da bei der Maschine nur ein Triebwerk modifiziert war, konnte sie sicher in Rom landen. Bei der Inspektion wurden die Eisschutzpaneele verkeilt vor den Leitschaufeln gefunden. Bei den Untersuchungen wurde die Ursache hierfür aber nicht erkannt.

## Bergung und Reparatur
Einige Tage nach dem Unglück wurde die Maschine aus dem Acker auf einen nahegelegenen Feldweg gebracht. Dort wurde sie in den folgenden Wochen zerlegt, in Einzelteilen nach Woensdrecht gebracht und dort eingelagert. Im Jahr 2007 fiel der Beschluss, die Maschine wieder in einen betriebsfähigen Zustand zu versetzen. Seit 2008 ist das Flugzeug im Besitz der Firma Fokker Services und absolvierte Mitte Juli 2010 unter neuem niederländischem Kennzeichen (PH-ZFT) den ersten Flug nach mehr als sechs Jahren. Die Maschine wurde am 15. September 2010 wieder in Dienst gestellt und flog eine Zeitlang als ZS-SKA für die südafrikanische AirQuarius Aviation, die am 7. Februar 2012 ihren Flugbetrieb einstellte.